# Dierlia
Dierlia là một chi bướm đêm thuộc phân họ Olethreutinae, họ Tortricidae Tortricidae.

## Các loài
- Dierlia aurata Diakonoff, 1976
- Dierlia poeciloptera Diakonoff, 1976